# Tháng tám (phim)
Tháng tám (tiếng Trung: 八月)  là một bộ phim điện ảnh Trung Quốc năm 2016, do Trương Đại Lỗi đạo diễn đồng thời đây cũng là tác phẩm đầu tay của ông.

## Cốt truyện
Phim lấy bối cảnh thập niên 90, câu chuyện xoay quanh một gia đình nghèo ở Nội Mông giữa thời kỳ cải cách kinh tế.

## Diễn viên
- Khổng Duy Nhất vai Tiểu Lôi, học sinh tiểu học
- Trương Thần vai cha Tiểu Lôi, nguyên là công nhân xí nghiệp nhà nước
- Quách Yến Vân vai mẹ Tiểu Lôi, giáo sư

## Giải thưởng và đề cử
| Thời gian                 | Giải thưởng                                  | Hạng mục                          | Kết quả   | Tham khảo         |
| ------------------------- | -------------------------------------------- | --------------------------------- | --------- | ----------------- |
| Ngày 27 tháng 7 năm 2016  | Liên Hoan Phim First                         | Kịch bản xuất sắc nhất            | Đề cử     |                   |
| Ngày 27 tháng 7 năm 2016  | Liên Hoan Phim First                         | Đạo diễn xuất sắc nhất            | Đề cử     |                   |
| Ngày 27 tháng 7 năm 2016  | Liên Hoan Phim First                         | Diễn viên xuất sắc nhất           | Đề cử     |                   |
| Ngày 27 tháng 7 năm 2016  | Liên Hoan Phim First                         | Khám phá nghệ thuật xuất sắc nhất | Đề cử     |                   |
| Ngày 26 tháng 11 năm 2016 | Giải Kim Mã                                  | Phim hay nhất                     | Đoạt giải | [ 5 ] [ 6 ] [ 3 ] |
| Ngày 26 tháng 11 năm 2016 | Giải Kim Mã                                  | Đạo diễn xuất sắc nhất            | Đề cử     | [ 5 ] [ 6 ] [ 3 ] |
| Ngày 26 tháng 11 năm 2016 | Giải Kim Mã                                  | Diễn viên mới xuất sắc nhất       | Đoạt giải | [ 5 ] [ 6 ] [ 3 ] |
| Ngày 26 tháng 11 năm 2016 | Giải Kim Mã                                  | Kịch bản gốc xuất sắc nhất        | Đề cử     | [ 5 ] [ 6 ] [ 3 ] |
| Ngày 26 tháng 11 năm 2016 | Giải Kim Mã                                  | Quay phim xuất sắc nhất           | Đề cử     | [ 5 ] [ 6 ] [ 3 ] |
| Ngày 26 tháng 11 năm 2016 | Giải Kim Mã                                  | Âm thanh xuất sắc nhất            | Đề cử     | [ 5 ] [ 6 ] [ 3 ] |
| Ngày 26 tháng 5 năm 2017  | Liên hoan phim sinh viên đại học Bắc Kinh    | Phim hay nhất                     | Đề cử     |                   |
| Ngày 26 tháng 5 năm 2017  | Liên hoan phim sinh viên đại học Bắc Kinh    | Giải thưởng của Ban giám khảo     | Đoạt giải |                   |
| Ngày 26 tháng 5 năm 2017  | Liên hoan phim sinh viên đại học Bắc Kinh    | Đạo diễn xuất sắc nhất            | Đề cử     |                   |
| Ngày 26 tháng 5 năm 2017  | Liên hoan phim sinh viên đại học Bắc Kinh    | Diễn viên xuất sắc nhất           | Đề cử     |                   |
| Ngày 26 tháng 5 năm 2017  | Liên hoan phim sinh viên đại học Bắc Kinh    | Khám phá nghệ thuật xuất sắc nhất | Đề cử     |                   |
| Ngày 17 tháng 12 năm 2017 | Giải thưởng Truyền thông Điện ảnh Trung Quốc | Đạo diễn xuất sắc nhất            | Đề cử     |                   |
| Ngày 17 tháng 12 năm 2017 | Giải thưởng Truyền thông Điện ảnh Trung Quốc | Đạo diễn mới xuất sắc nhất        | Đề cử     |                   |

## Tham  khảo
1. ↑  "The Summer Is Gone". IMDb. Truy cập ngày 21 tháng 12 năm 2016.
2. ↑  "八月 (2016)". movie.douban.com (bằng tiếng Trung). douban.com. Truy cập ngày 10 tháng 2 năm 2017.
3. 1 2  "《八月》獲最佳劇情片 10歲孔維一挑大樑 - 大紀元". 大紀元 www.epochtimes.com (bằng tiếng Trung). ngày 27 tháng 11 năm 2016. Truy cập ngày 28 tháng 1 năm 2022.
4. ↑  "'The Summer Is Gone' ('Ba Yue'): Film Review". The Hollywood Reporter. Truy cập ngày 21 tháng 12 năm 2016.
5. ↑  "金馬3獎大贏家 八月奪最佳劇情片 | 娛樂 | 重點新聞 | 中央社 CNA". www.cna.com.tw (bằng tiếng Trung). Truy cập ngày 28 tháng 1 năm 2022.
6. ↑  "金马最佳影片《八月》定档2017年春 导演回忆金马奖:"见侯孝贤，我一直发抖" – Mtime时光网". web.archive.org. ngày 27 tháng 12 năm 2016. Bản gốc lưu trữ ngày 27 tháng 12 năm 2016. Truy cập ngày 28 tháng 1 năm 2022.